# Roberto Martínez
Roberto Martinez (født 13. juli 1973) er en spansk fodboldtræner, der for tiden er portugisisk landstræner. Han har tidligere været træner for det belgiske landshold samt de britiske fodboldklubber Everton F.C., Wigan Athletic F.C. og Swansea City A.F.C.
Han blev i sommeren 2013 tilbudt managerjobbet i Premier League-klubben Everton F.C. Sæsonen forinden var han rykket ned i Football League Championship med sin forrige klub Wigan Athletic F.C. Han havde året før (sommeren 2012) været en af bejlerne til at overtage managerposten i storklubben Liverpool F.C., men Liverpool valgte i sidste ende at ansætte Brendan Rodgers.